# Nutaarmiut
Nutaarmiut [nuˈtɑːmːiut] (nach alter Rechtschreibung Nutârmiut) ist eine grönländische Siedlung im Distrikt Upernavik in der Avannaata Kommunia.

## Lage
Nutaarmiut liegt an der Ostküste einer gleichnamigen Insel. Einen Kilometer nördlich liegt die kleine Siedlung Ikerasaarsuk mit nur einer Handvoll Bewohnern. Der nächstgelegene größere Ort ist das 20 km südöstlich gelegene Tasiusaq.

## Geschichte
Nutaarmiut wurde vermutlich um 1910 besiedelt. Die Bewohner kamen vom nahegelegenen Wohnplatz Itilliarsuk. Ab 1911 gehörte Nutaarmiut zur Gemeinde Tasiusaq. 1918 hatte Nutaarmiut 33 Einwohner, die in fünf Häusern lebten. Zwischen 1930 und 1950 hatte der Ort nur noch 18 bis 23 Einwohner. Anschließend stieg die Einwohnerzahl stark an. 1950 wurde Nutaarmiut Teil der neuen Gemeinde Upernavik. Nutaarmiut hat nie offiziell den Dorfstatus erhalten. In den 1960er Jahren gab es nur einen privaten Kiosk und die Bewohner, die nahezu ausschließlich von der Robbenjagd lebten, mussten in Tasiusaq handeln. 1968 gab es 13 Kinder, die von einem Leser in dessen Haus unterrichtet wurden. Bei der Verwaltungsreform 2009 fiel der Ort an die Qaasuitsup Kommunia. Seit 2018 gehört Nutaarmiut zur Avannaata Kommunia.

## Wirtschaft
Die Bewohner von Nutaarmiut leben vor allem von der Robbenjagd und dem Fang von Schwarzem Heilbutt. Eine Fischfabrik wurde geschlossen, was stark zum Niedergang des Dorfs beigetragen hat.

## Infrastruktur und Versorgung
Nutaarmiut verfügt weder über eine Hafenanlage noch über einen Heliport. Der Verkehr innerhalb des Dorfs läuft über Hundeschlitten und Schneemobile.
Es gibt keine Anlage für die Wasserversorgung in Nutaarmiut. Die Strom- und Wärmeversorgung läuft über Nukissiorfiit, während TELE Greenland die telekommunikative Anbindung der Dorfbewohner gewährleistet. Müll wird verbrannt, während Abwasser in den Boden und ins Meer geleitet wird.

## Bebauung
Die Gebäude in Nutaarmiut sind stark verstreut. Die Schule Nutaarmiut Atuarfiat mit etwa vier Schülern deckt die Klassenstufen 1 bis 7 ab. Es gibt zudem eine Kirche, eine Bibliothek und ein Dorfbüro. Es gibt zudem weder einen Laden, noch ärztliche Versorgung, ein Servicegebäude oder eine Tagespflegeeinrichtung, wie es in anderen Dörfern üblich ist.

## Bevölkerungsentwicklung
Nutaarmiut ist der kleinste Ort des Distrikts. Die Einwohnerzahl stieg bis Mitte der 1980er Jahre und ist seither aufgrund der schlechten Versorgungslage stark schwankend gesunken. Seit 2015 hat sich die Einwohnerzahl jedoch wieder mehr als verdoppelt.

## Panorama

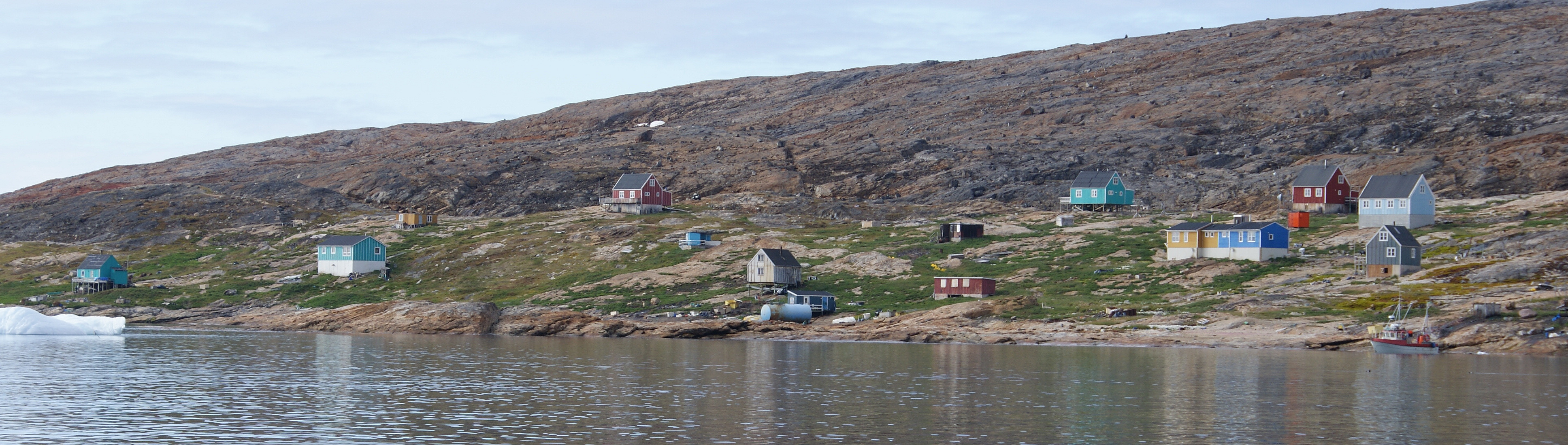
Nutaarmiut (2010)